# Дидубе

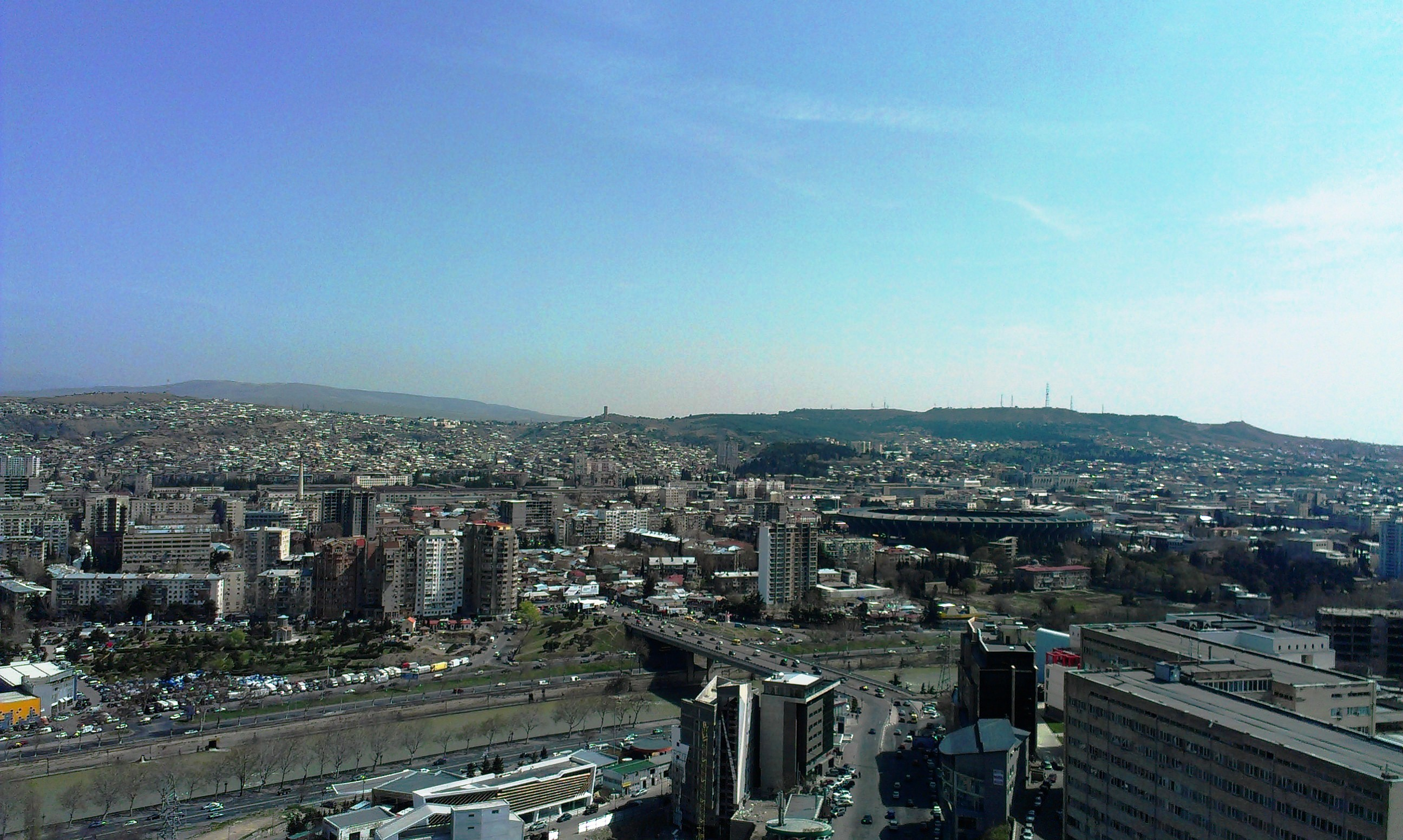
Вид на окрестности стадиона Динамо

Дидубе́ (груз. დიდუბე) — один из административных районов Тбилиси, территориальная часть города с 1870-х годов. Он расположен на северо-западе города, на левом берегу реки Куры. Район образован вокруг проспекта Акакия Церетели и включает прилегающие к нему улицы и набережную Космонавтов. Название района произошло от сокращённого названия «Диди Дубе» то есть «Большая Низменность». Древнее название этой местности — «Конская Нога» (V в.).

## Определение границ
Границы района Дидубе определялись в разное время по-разному. Древние источники, упоминали это место к северу от реки Куры, но границы не обозначали. В XIX веке возникло новое поселение немцев: село Александердорф, которое находилось в районе нынешней улицы Самтредиа. Примерно в тот же период на этой большой территории располагалось село Дидубе. В 1872 году железная дорога Тбилиси-Поти разделила Дидубе на две части. Северо-восточная часть стала называться Надзаладеви (по-русски Нахаловка), а остальная территория между железной дорогой и парком Муштаиди осталась под названием Дидубе. К концу XIX века район Дидубе закрепился в своих границах.

## История

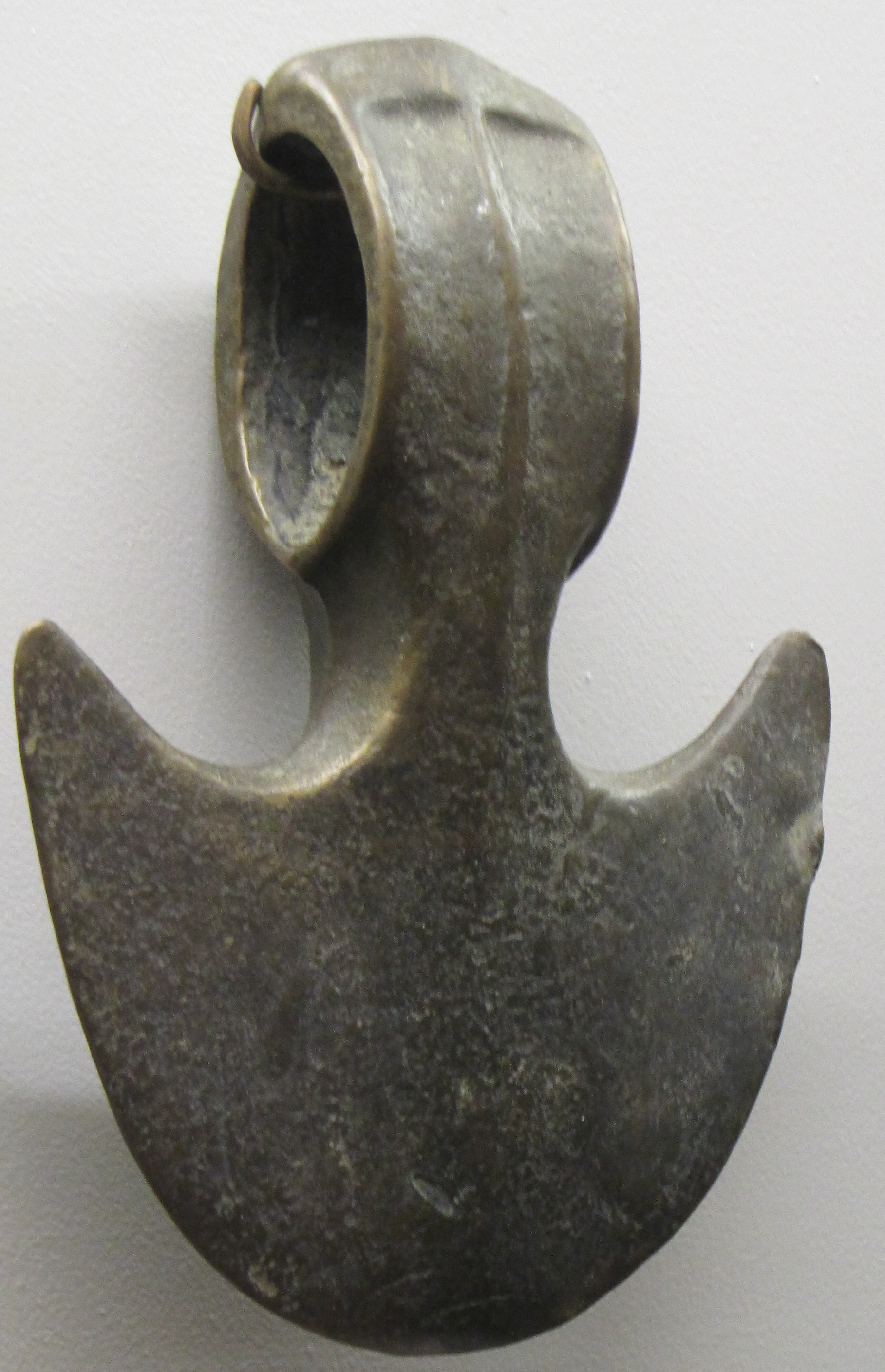
Топор бронзового века из поселения Дидуби

Археологические раскопки на территории Дидубе обнаружили поселение конца энеолита и начала раннего бронзового века (IV тысячелетия до н. э.), самый ранний памятник кураро-аракской культуры (раскопан в 1930 г., руководитель Гиорги Ниорадзе). В поселении были найдены неравномерно обожженные глиняные кувшины ручной работы, горшки с высоким цилиндрическим горлышком, наковальни, посуду. Также были найдены обсидиановые отщепы, наконечники стрел, ножевидное оружие, костяные подставки, распятия и др. Аналогичный материал также был обнаружен в Бешташени, Кикети, Коди, Самшвилде. Столь богатый инвентарь свидетельствует о том, что здесь проживало население земледельцев и скотоводов самодостаточной культуры и одного поколения[прояснить], в хозяйстве которых, видимо, большую роль играли также охота и собирательство. Также предполагается, что жители Дидубе той эпохи также умели ткать чистой нитью[прояснить].
В раннем средневековье (V век) по грузинским источникам название этого места фигурирует как «Конская Нога» . Этот топоним упоминал в трудах царевича Вахушти Багратиони:
К северу от Тбилиси находится низменность Дидубе,
которая сначала получила название «Конская Нога».Вахушти Багратиони, "История царства Грузинского", т. IV, 1973 г., стр.338
Что же касается Дидубе, то этот топоним впервые появился в источниках XI—XII вв. и означает большую площадь, то есть равнину, низменность. Он больше не встречается как имя собственное вплоть до более поздних веков. В грузинских грамотах (сигель-гурджи) он упоминается только как «дубед» (низкое место).
Согласно «Истории царства Грузинского», в Дидубе была летняя резиденция царей, именно здесь в 1188 году царица Тамар вышла замуж за Давида-Сослана. Дидубе был королевским владением в XII веке. Здесь стоял один из царских дворцов и придворная церковь.
Местонахождение царского дворца в Дидубе в настоящее время неизвестно. Об этом здании упоминается в газете «Иверия» в 1888 г. Из реки Арагви был проведён канал, который снабжал водой царские пашни и виноградники в Дидубе. В последующие века Дидубе был заброшен.
В XVII веке, во времена правления Вахтанга V, в Дидубе вновь появилось население. В это время из села Авчала сюда был проложен оросительный канал. В XVII-XVIII веках это была деревня на окраине города, которая снабжала Тбилиси сельскохозяйственной продукцией. На карте, составленной немецким ученым и путешественником Иоганном Гюльденштедтом (1772 г.), отмечены руины крепости-форта Дидубе. Согласно плану Тифлиса, составленному в начале XIX века, в Дидубе было два оросительных канала: один от Авчала и один от реки Куры, т.н. «Садовый канал».
В 1817—1818 годах при активном участии и покровительстве баронессы Крюднер, фаворитки российского императора Александра I, в Грузии было расселено более 500 семей из Вютемберга и Бадена. Было создано семь немецких выселков. Часть этих переселенцев основались на тогдашней окраине Тифлиса — в Кукии, в районе нынешних проспекта Давида Агмашенебели и улицы Марджанишвили, а часть получила казённые земли в Дидубе, где было создано еще одно поселение немцев, получившее название Александрдорф в честь Александра Первого.
В 1872 году при строительстве железной дороги Тифлис-Поти территория Дидубе была разделена на две части. Железнодорожники поселились на землях Дидубе за железной дорогой без разрешения, поэтому этот район получил название Надзаладеви (по-русски Нахаловка). Декабрьское вооруженное восстание 1905 года оказало влияние и на район Дидубе. 23 декабря царская армия вторглась в Дидубе. Вооруженные отряды рабочих оказали ей сопротивление. Армия открыла артиллерийский огонь по всему району.
По городскому плану 1867 и 1910 годов главная выездная улица Дидубе названа в честь Елизаветы, которая после установления советской власти в Грузии была переименована в Боевую улицу, а по решению городской управы от 16 октября 1958 года, была снова переименована, на этот раз в проспект Акакия Церетели.

## Замечания

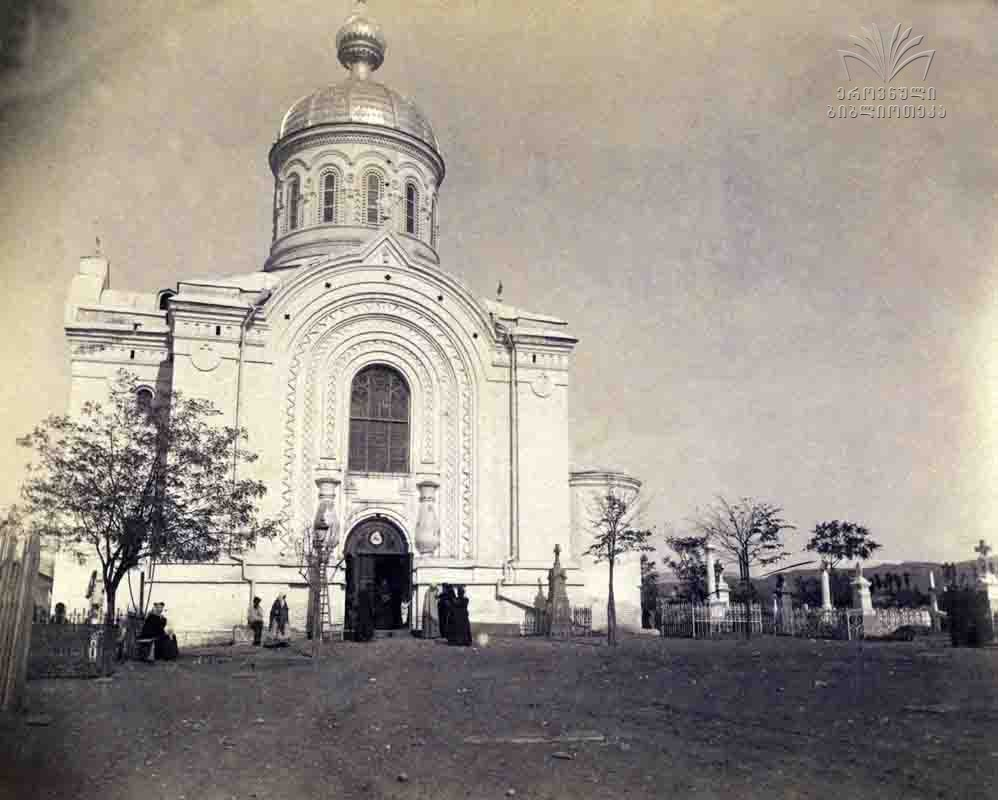
Церковь Богоматери в Дидубе в 1900-х годах

Открытые поля Дидубе с незапамятных времен использовались для верховой езды. В XIX веке здесь часто устраивались конные прогулки и различные парады. На одном из таких торжеств в 1837 году присутствовал император Николай I. В 1848 году в Дидубе прошли первые официальные соревнования по скачкам, а в 1880-х годах в этих местах был построен ипподром. Этот ипподром использовался в ноябре 1910 года для демонстрационного полета известного русского летчика Сергея Уточкина во время его гастролей. Он взлетел с этого ипподрома, облетел Тифлис и приземлился здесь же.
Одной из достопримечательностей Дидубе является церковь Девы Марии, во дворе которой расположен пантеон выдающихся грузинских общественных деятелей и писателей.